# Castillo Kannonji

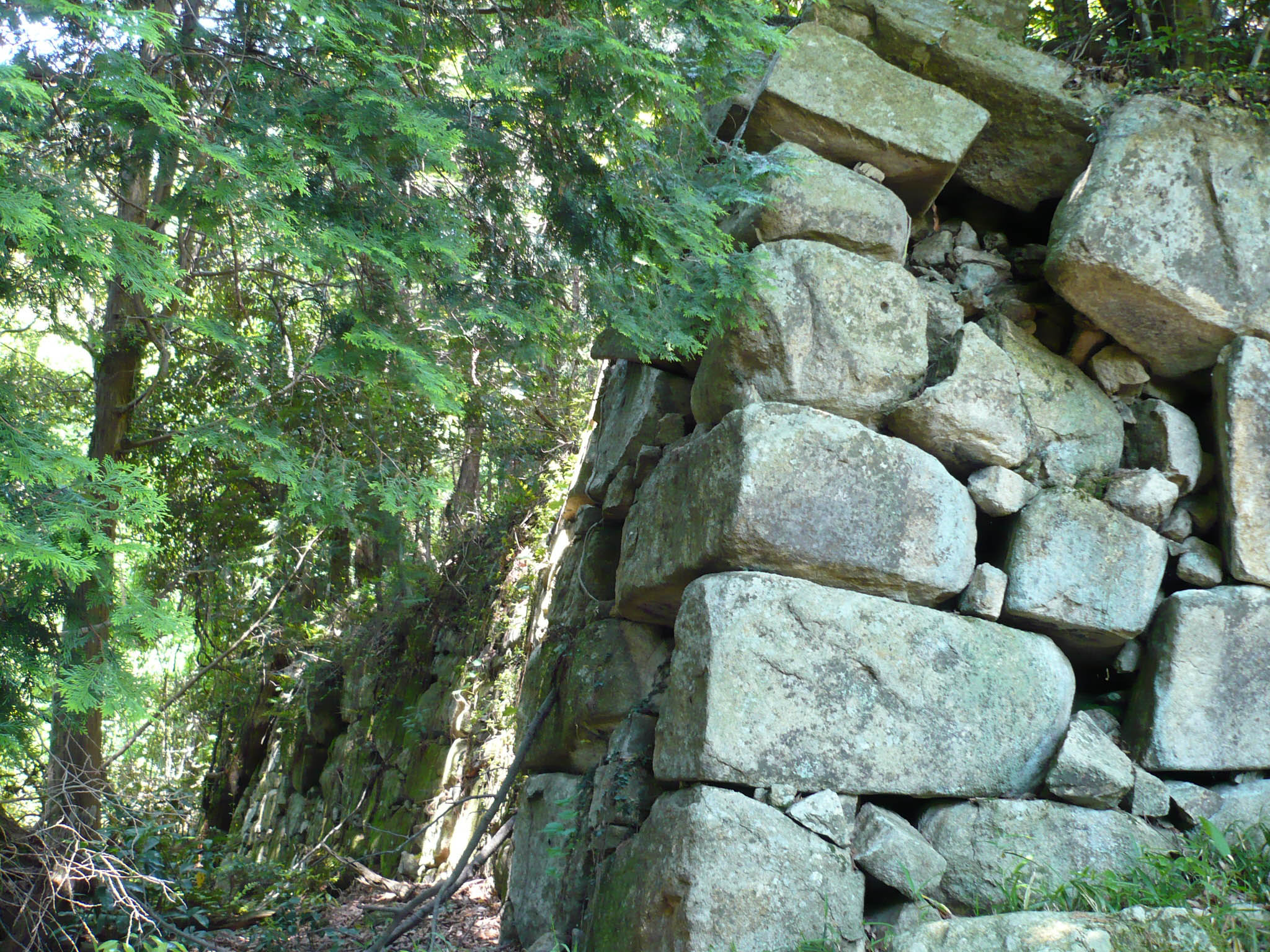
Ruinas del Castillo Kannonji.

El Castillo Kannonji (観音寺城 Kannonji-jō?) fue un castillo japonés ubicado en la cima del Monte Kinugasa, localizado en Azuchi, prefectura de Shiga, cerca de las ruinas del Castillo Azuchi.
El castillo fue construido con la intención de defender la provincia de Ōmi, además de fungir como el castillo principal del clan Rokkaku. Su construcción fue terminada en 1468 y fue atacado durante la Guerra de Ōnin (1467-1477). 
El castillo fue atacado y destruido en 1582 junto con el castillo Azuchi.